# Wassily-stoel
De Wassily-stoel is een ontwerp van Marcel Breuer uit 1925 en staat ook wel bekend als de B3-stoel. Hij is gemaakt van vernikkeld staal (later verchroomd), canvas of leer in zwart of rood. De stijl van deze stoel is de Bauhaus-stijl. De schilder Wassily Kandinsky, collega van Breuer bij het Bauhaus, had veel bewondering voor het ontwerp van de stoel, vandaar de naam.